# سیارک ۱۸۲۷۸
سیارک ۱۸۲۷۸ (به انگلیسی: 18278 Drymas، نامگذاری:4035T-3) هجده هزار و دویست و هفتاد و هشتمین سیارک کشف شده‌است که در ۱۶ اکتبر ۱۹۷۷ کشف شد.
قدر مطلق سیارک برابر ۱۱٫۷۰ است.